# 海梅·埃斯卡兰特

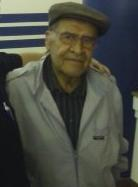
海梅·阿尔方索·埃斯卡兰特·古铁雷兹

海梅·阿尔方索·埃斯卡兰特·古铁雷兹（西班牙語：Jaime Alfonso Escalante Gutiérrez，1930年12月31日—2010年3月30日），玻利维亚裔美国教师。曾获杰斐逊公共服务奖、自由精神奖、总统杰出教育奖，其生平事迹曾被改编为电影。第5059号小行星以他的名字命名。
1930年12月31日生于玻利维亚拉巴斯农村，父亲离世后进入师范学校，并兼职做物理教师。1954年开始教学生涯。1963年开始去美国洛杉矶发展。1974年获洛杉矶加利福尼亚州立大学學士学位及教师资格证，同年成为南加州加菲尔德高中教师。
加菲尔德当时是南加州排名末尾的高中，从来无人考上过大学。这里的学生几乎全部是拉美的贫困移民。海梅听说AP微积分的考试能够让通过的学生保送名牌大学，自筹经费和资料教导学生。结果让全班18名学生全部通过这门考试。最终他将400多名贫困学生送入了名牌大学，创造了美国教学史上的记录。這段事蹟也被改編成電影《為人師表》。